# Bourne (Massachusetts)
Bourne – miasto w Stanach Zjednoczonych, w stanie Massachusetts, w hrabstwie Barnstable.